# Lindernia eberhardtii
Lindernia eberhardtii é uma espécie botânica do gênero Lindernia pertencente à família Linderniaceae.